# كأس يوغوسلافيا 1981–82
كأس يوغوسلافيا 1981–82 هو الموسم 34 من كأس يوغوسلافيا. أشرف على تنظيمه اتحاد صربيا لكرة القدم، وكان عدد الأندية المشاركة فيه 32، وفاز فيه النجم الأحمر بلغراد.